# Ballymena Rugby Football Club
Il Ballymena Rugby Football Club è un club di rugby a 15 di Ballymena, in Irlanda del Nord.
Benché in territorio britannico il club è affiliato alla federazione irlandese e afferisce alla provincia rugbistica dell'Ulster.
Fondato nel 1887 e campione nazionale irlandese nel 2002-03, il club ha fornito sia all'Ulster che alla Nazionale irlandese giocatori quali David Humphreys, Paddy Wallace, Syd Millar, attuale presidente del club, Willie John McBride (gli ultimi due, in particolare, rappresentarono anche i British and Irish Lions).

## Storia
Benché affiliato alla federazione irlandese fin dal 1887, il club iniziò a giocare nei campionati locali solo 35 anni più tardi, nel 1922; nel decennio successivo colse alcuni successi a livello provinciale.
Nel secondo dopoguerra si appoggiò alle strutture della Ballymena Academy e all'inizio degli anni cinquanta istituì una prima squadra che potesse competere nel campionato maggiore dell'Ulster; nel 1954 si spostò all'Eaton Park, la sua attuale sede.
A dieci anni dalla formazione di una prima squadra, il club si aggiudicò, nel 1963, la sua prima di quattordici Ulster Senior Cup; in quel periodo nel club militarono una serie di giocatori di livello internazionale che rappresentarono sia la provincia dell'Ulster che la Nazionale che i British Lions; è il caso di Willie John McBride, seconda linea, o Syd Millar, pilone, cui sono legati alcuni tra i tour più vittoriosi dei Leoni Britannici.
In anni più recenti Paddy Wallace, Andrew Trimble, David Humphreys e altri hanno rappresentato l'Irlanda a livello di Coppa del Mondo; tra i più giovani figura Ian Whitten (1987-), internazionale dal 2009.
Nel 2002-03 la squadra si è laureata campione irlandese, avendo vinto l'All-Ireland League.
Nella stagione 2012-13 milita nella seconda divisione del campionato irlandese.

## Palmarès
- All-Ireland League: 1
2002-03
- Ulster Senior Cup: 14
1962-63, 1969-70, 1974-75, 1976-77, 1988-89, 1989-90, 1990-91, 1995-96, 1996-97, 2002-03
2003-04, 2004-05, 2011-12, 2012-13
- Ulster Senior League: 13
1972-73[3], 1975-76, 1977-78, 1978-79, 1985-86, 1988-89, 1989-90, 1996-97, 1997-98, 2000-01
2001-02, 2004-05[3], 2005-06[3]
- Ulster Towns Cup: 13
1927-28, 1931-32, 1952-53, 1962-63[4], 1969-70[4], 1972-73[4], 1973-74[4], 1976-77[4], 1978-79[4], 1990-91[4]
1993-94[4], 1999-2000[4], 2004-05[4]
- Ulster Junior Cup: 8
1928-29, 1929-30, 1971-72[4], 1972-73[4], 1997-98[4], 1999-2000[4], 2000-01[4], 2004-05[4]

## Giocatori di rilievo
- Syd Millar
- Willie John McBride
- Steve Smith
- David Humphreys
- Andrew Trimble
- Paddy Wallace